# Stadio Friuli
Das Stadio Friuli (aufgrund eines Namenssponsorings seit 2023 Bluenergy Stadium) ist ein Fußballstadion in der italienischen Stadt Udine der Region Friaul-Julisch Venetien. Es trug bis Januar 2016 den Namen Stadio Friuli. Der Fußballverein Udinese Calcio trägt hier seit 1976 seine Heimspiele aus und hat das Stadion 2013 von der Stadt übernommen. Aktuell bietet es 25.132 Zuschauern überdachte Plätze.

## Geschichte
1971 wurde auf dem Piazzale Argentina, etwas außerhalb von Udine, mit dem Bau begonnen, welcher 1976 beendet wurde. Während der Fußball-Weltmeisterschaft 1990 war das Stadio Friuli Austragungsort von drei Vorrundenspielen der Gruppe E.
2005 musste die Anlage modernisiert werden, da Udinese Calcio sich für die UEFA Champions League 2005/06 qualifiziert hatte. Dabei wurden die bisherigen roten Sitze in den Kurven jeweils durch blaue ersetzt. Zudem musste im Rahmen der Modernisierung die Kapazität wegen verschärfter Sicherheitsbedingungen von 41.000 Zuschauern auf 30.667 Zuschauer reduziert werden. 2010 wurde eine neue Videoanzeigetafel installiert.
Der italienische Verein Calcio Portogruaro Summaga trug seine ersten drei Spiele der Saison 2010/11 in der Serie B im Stadio Friuli aus. In der Saison 2015/16 lag der Zuschauerschnitt bei den Spielen von Udinese Calcio, begrenzt durch den Umbau, bei 15.603 pro Partie.
2010 wurden Pläne für eine große Modernisierung vorgestellt. Bei diesem Umbau sollte die Leichtathletikanlage entfernt werden und die Tribünen direkt ans Spielfeld gebaut werden. Außerdem sollte das ganze Stadion überdacht werden und im Stadion ein Einkaufszentrum mit Läden und Restaurants entstehen. Mitte Mai 2013 wurde mit dem Abriss der Curva Nord, der Curva Sud und der Distinti begonnen. Nachdem der Abriss abgeschlossen war, wurde die Leichtathletikanlage entfernt und das Spielfeld näher an die Tribüne Centrale gelegt. Entgegen der alten Haupttribüne mit der bogenförmigen Dachkonstruktion, die mit schwarzen Kunststoffsitzen bestückt wurde, wurden die neuen Ränge mosaikartig in vielen Farben bestuhlt, wie es auch in der Düsseldorfer Merkur Spiel-Arena praktiziert wird. Im Dezember 2015 wurde der Neubau der abgerissenen Tribünen fertiggestellt.
Am 8. Januar 2016 kündigte Udinese Calcio die Umbenennung der Spielstätte an. Der rumänische Automobilhersteller Dacia, der auch aktueller Trikotsponsor ist, ist nun Namensgeber des umgebauten Stadions. Das Stadion trug den Namen Dacia Arena erstmals am 17. Januar 2016 bei dem Spiel der Serie A 2015/16 gegen Juventus Turin vor 25.467 Zuschauern.
Udinese Calcio und der italienische Energieversorger Bluenergy Group haben einen Sponsorenvertrag über den Stadionnamen mit einer Laufzeit von fünf Jahren abgeschlossen. Das Stadion trägt den Namen Bluenergy Stadium. Dies wurde am 27. September 2023 bekannt. Im Februar 2024 gaben Udinese Calcio und die Bluenergy Group die Errichtung einer Photovoltaikanlage auf dem Dach des Stadio Friuli bekannt. Die über 2400 Solarmodule sollen rund 3000 kWh pro Tag produzieren. Die Bluenergy Group hat die Anlage mit dem Polytechnikum Mailand entwickelt. Die Solarpaneele werden eine Gesamtfläche von 4615 m² abdecken. Sie soll voraussichtlich im Oktober des Jahres in Betrieb gehen.
Im Dezember 2024 wurde das Spiel um den UEFA Super Cup 2025 am 13. August an die Stadt Udine mit dem Stadio Friuli vergeben.